# Nicolas Dahlmann
Pour les articles homonymes, voir Dahlmann.
Nicolas Dahlmann, né le 7 décembre 1769 à Thionville et mort le 10 février 1807 lors de la bataille d'Eylau, en Prusse-Orientale, est un général français de la Révolution et de l’Empire.

## Biographie

### Carrière sous la Révolution et le Directoire
Enfant de troupe au régiment de Cavalerie du Dauphin (12e régiment de Cavalerie en 1791), il est admis à la solde le 9 septembre 1777, puis engagé comme soldat dans ce régiment le 1er novembre 1785. Il passe brigadier le 25 janvier 1790, mais il quitte le corps le 5 juillet 1790, devient soldat au régiment d’Alsace (53e régiment d’infanterie en 1791) le 2 novembre 1790. Il sert à l’armée de la Moselle en 1792, à celle des Pyrénées orientales en 1793, il est blessé d’un coup de feu à la jambe droite à Peyrestortes le 17 septembre 1793. Arrivé à l'armée d’Italie en 1796, il est incorporé dans les guides à cheval du général Bonaparte, sous le commandement du capitaine Bessières. Il devient successivement brigadier le 17 avril 1797, maréchal des logis le 20 avril, maréchal des logis-chef le 20 mai puis sous-lieutenant le 15 août. Il part pour l'Égypte avec Bonaparte en 1798, et se bat notamment à Salahieh, où il est nommé lieutenant sur le champ de bataille le 12 août 1798. Il sert à Aboukir le 25 juillet 1799, est nommé capitaine le lendemain puis suit Bonaparte qui rentre en France.

### Sous le Consulat et l'Empire

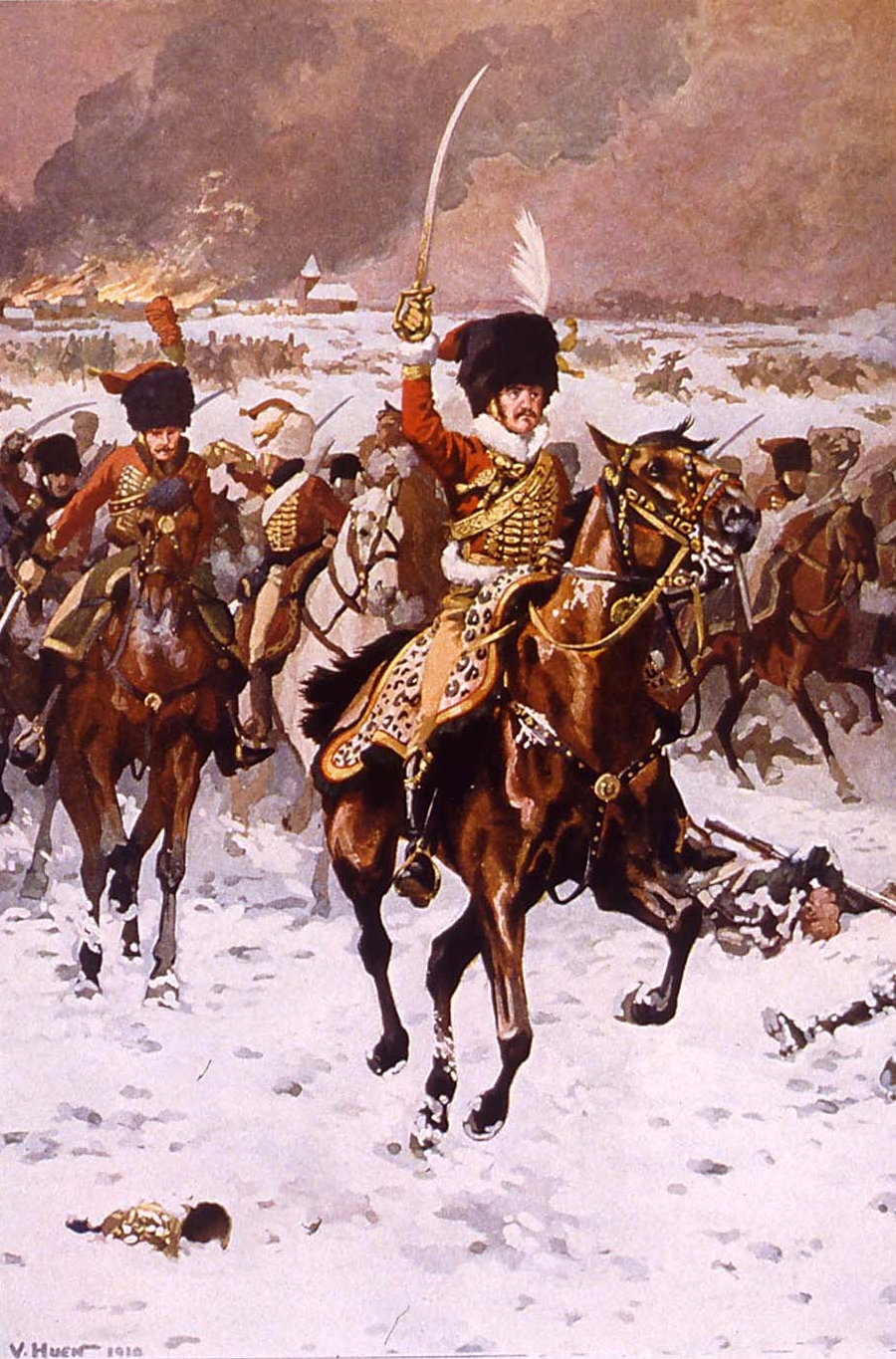
Le général Dahlmann mène la charge des chasseurs à cheval de la Garde lors de la bataille d'Eylau, le 8 février 1807. Illustration de Victor Huen, 1910.

Il est nommé adjudant-major aux grenadiers à cheval de la Garde consulaire le 3 janvier 1800, et en 1802, il passe chef d’escadrons aux chasseurs à cheval de la Garde consulaire. Il devient ensuite officier de la Légion d’honneur le 14 juin 1804, puis major du régiment le 9 juin 1805. Il se bat à Austerlitz le 2 décembre 1805, puis devient colonel-major des chasseurs à cheval de la Garde Impériale à la place de Morland (tué à Austerlitz) le 18 décembre 1805.
Il combat à Iéna le 14 octobre 1806, et à Lopaczyn le 25 décembre où il obtient le grade de général de brigade le 30 décembre 1806. Il est à Eylau le 8 février 1807, où il est blessé mortellement d’un biscaïen à la hanche droite et meurt des suites de ses blessures le 10 février 1807. 
Il « … avait reçu au flanc gauche un éclat d'obus qui détermina une lésion profonde au rein de ce côté. Le général ne survécut point à cette blessure, que j'avais d'abord jugée mortelle. ». Le chasseur Brice, qui a vu Dahlmann tomber au milieu des Russes, se fraie un chemin jusqu'au général et parvient à le ramener vers les lignes françaises grâce à l'aide que lui apporte le chasseur Dufour. Napoléon accorde à la veuve Dahlmann une pension de 6 000 francs en 1811, et au fils unique du général, Jean-Baptiste,, alors âgé de dix ans, le titre de baron de l'Empire. Sur les instructions de Napoléon, le cœur de Dahlmann est embaumé et conduit à Paris où il est déposé au Panthéon. Son nom apparaît sur la 20e colonne de l'Arc de Triomphe à Paris.